# Montipora circumvallata
Montipora circumvallata is een rifkoralensoort uit de familie van de Acroporidae. De wetenschappelijke naam van de soort is voor het eerst geldig gepubliceerd door Ehrenberg.